# Бокєєви (боярський рід)
Бокєєви (рос. Бокеевы) — брянський боярський рід.

## Походження
Походження невідоме. Перші відомості сягають межі XV та XVI ст., коли боярин Василь Іванович Бокій в 1498 р. очолив литовське посольство до Москви.
Після захоплення Брянського князівства рід розділився на тих хто виїхав в Литву, і тих хто осів в Великому князівстві Московському. До перших відносився вищезгаданий господарський дворянин Василь Бокій, який в 1505 р. до звільнення вотчинних земель отримав село Печихвости на Волині, і став засновником шляхетського роду Бокіїв-Печиховстських. 
До других — решта дрібних бояр з цього роду, які пізніше також залишили вотчинні землі. На 1550-ті рр. записані серед «литви дворової» в Можайську, Медині та Ярославці.
Також існує припущення що родина любецьких шляхтичів Бокевичiв-Щуковських (відомих як Бокєї-Щуковські) була однією iз гiлок данного роду — нащадками боярина Юхима Бокеєва який в 1499 р. опинився на Сіверщині, і там отримав у володіння село Черпетове Брянського повіту.